# Папский университет
Папский университет — римско-католический университет, учреждённый и непосредственно находящийся под властью Святого Престола. Такие университеты, как правило, обладают правом выдавать академические степени в областях теологии, канонического права, библейских наук, философии и некоторых других. Папские университеты следуют за европейской системой степеней, выдают учёные степени бакалавра, лиценциата и доктора.
Независимым учреждениям или индивидуальным факультетам в непапских университетах также могут получить право предоставлять папские учётные степени, обычно в одной или двух определенных областях. Они называются «папскими факультетами» или «папскими институтами».
Некоторые должности в Католической степени предполагают наличие академической степени, полученной в одном из Папских университетов.
Так, кандидаты в епископский сан отбираются главным образом из числа священников, имеющих степень доктора теологии (S.T.D.) или канонического права (J.C.D.). Лица, возглавляющие церковные суды и адвокаты в области канонического права обязаны иметь степень не ниже лиценциата канонического права (J.C.L.).

## Папские университеты Рима
Всего существует 7 папских университетов:
- Папский Антонианский университет;
- Папский Григорианский университет;
- Папский Латеранский университет;
- Папский Салезианский университет;
- Папский Урбанианский университет;
- Папский университет Святого Креста;
- Папский университет Святого Фомы Аквинского;